# Crisis van de jaren 1930

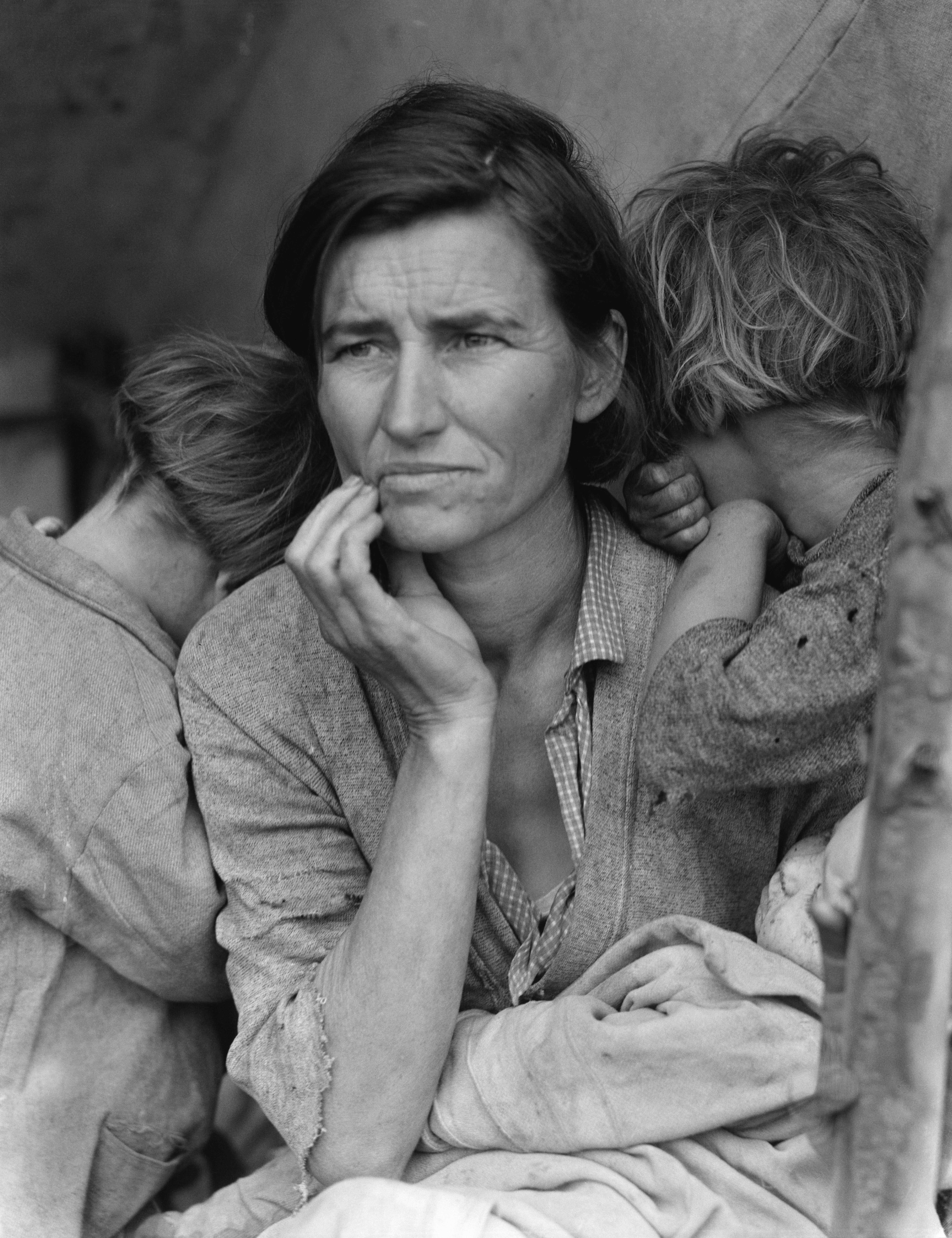
Migrantenmoeder (Dorothea Lange, 1936), een toonbeeld van de Amerikaanse Grote Depressie. Het onderschrift luidt Berooide erwtenplukkers in Californië. Moeder van zeven kinderen. Leeftijd: 32 jaar. Nipomo, Californië. De vrouw op de foto is Florence Owens Thompson

De crisis van de jaren 1930 of de crisisjaren (Engels: Great Depression) was de grootste economische depressie van de twintigste eeuw. Deze ontstond als gevolg van de beurskrach van 1929, waarbij de aandelenkoersen op Wall Street (New York) ongekend snel kelderden. De crash werd gevolgd door een bankencrisis en een internationale schuldencrisis, waarvan de directe gevolgen vrijwel het gehele decennium voelbaar bleven.

## Oorzaken

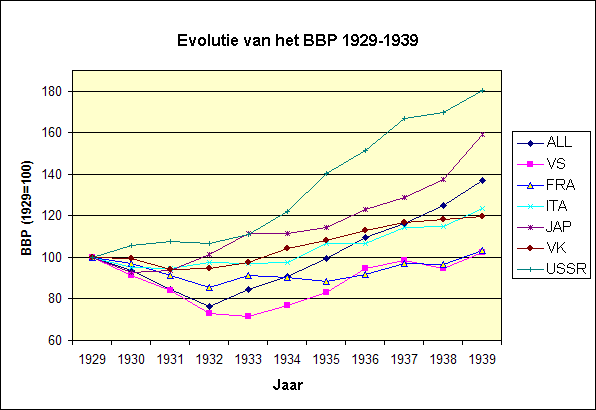
Het bbp van enkele landen gedurende de crisisjaren

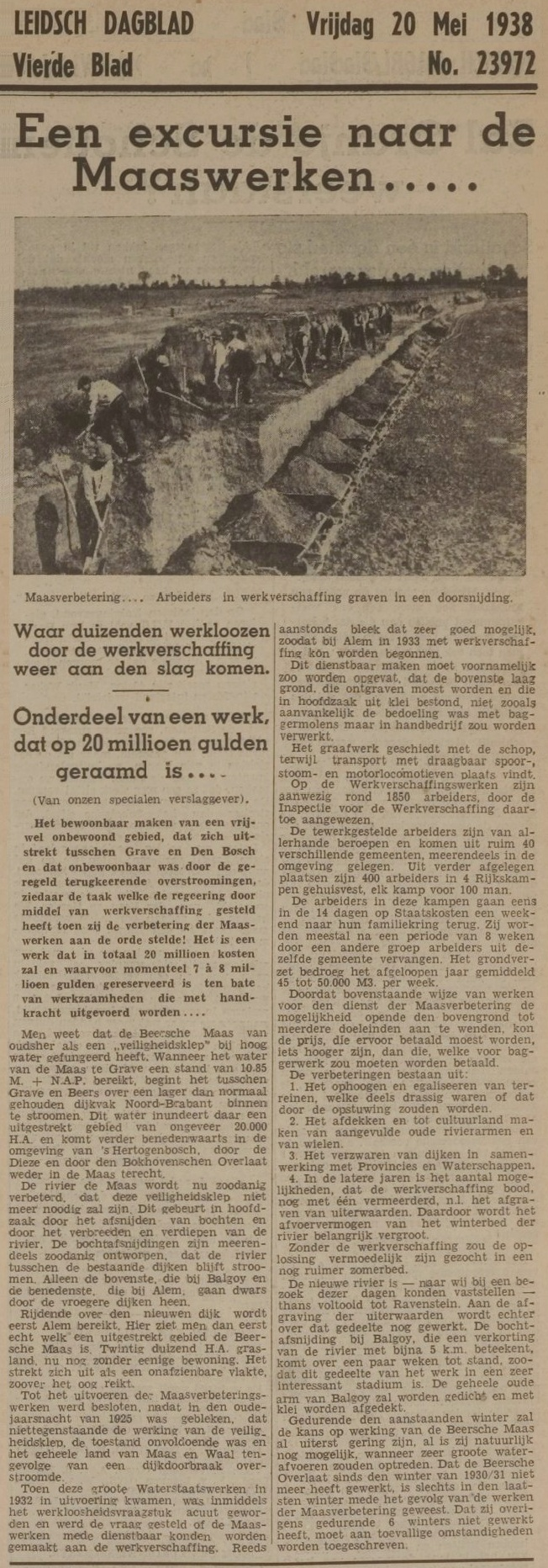
Artikel uit het Leidsch Dagblad van 20 mei 1938 over de kanalisering van de Maas en de tewerkstelling van 1850 werklozen daarbij, die deels in Rijkswerkkampen waren gehuisvest. Aanklikken voor een leesbaar artikel

Voor de crisis kunnen twee belangrijke oorzaken aangewezen worden, waarbij voor beide geldt dat onvoldoende kennis van economische processen zorgde voor een verergering.
De eerste oorzaak ligt in de landbouw. In de jaren 1920 ontstond een grote overproductie. De VS hadden tijdens de Eerste Wereldoorlog veel voedselhulp verleend aan Europa. De Amerikaanse boeren hadden zich zo ingesteld op deze hulpverlening, dat toen Europa eenmaal weer zelf zijn voedsel ging verbouwen de Amerikaanse boeren met een geweldige overproductie kwamen te zitten waardoor de prijzen daalden. Dit zorgde voor enorme schulden, wat nadelig was voor de plattelandsbanken. De plattelandsbanken op hun beurt hadden weer nauwe banden met de grote banken. De grote banken konden deze grote klap niet opvangen en een crisis was het gevolg. Daarbij kwam dat de boeren dachten dat alleen een nog grotere productie hen uit de problemen kon helpen, aangezien men vanwege de lagere prijs meer moest produceren om hetzelfde te verdienen. Dit leidde echter tot nog meer overproductie, die werd verbrand of in zee gegooid terwijl velen honger leden en het voedsel niet konden betalen.
Een tweede oorzaak ligt in de industrie waarin destijds de meeste Amerikanen werkzaam waren. Tijdens de jaren 1920 nam daar de productie enorm toe, dankzij de mechanisering, maar de lonen stegen niet mee omdat de vakbonden zwak waren en omdat er veel immigranten uit arme delen van Europa kwamen die bereid waren voor weinig geld te werken. Door de lage lonen konden veel mensen de producten die in fabrieken geproduceerd werden niet betalen, waardoor ook de fabrieken met een overproductie kampten.
De overproductie in de landbouw en industrie werd niet voldoende erkend, laat staan de gevaren ervan. Er werd gedacht dat het een tijdelijke verstoring van de economische verhoudingen was die vanzelf over zou gaan. Bovendien was non-interventie een heilig uitgangspunt van de Republikeinse regering van Calvin Coolidge.

### Oostenrijkse Economische school
Een andere verklaring komt van de Oostenrijkse economische school. Theoretici van de Oostenrijkse School die schreven over de crisis zijn onder andere de Oostenrijkse econoom Friedrich Hayek en de Amerikaanse econoom Murray Rothbard, die America's Great Depression (1963) schreef. In hun ogen en ook die van de monetaristen, is de Federal Reserve, gecreëerd in 1913, de grote schuldige; maar in tegenstelling tot de monetaristen, stellen zij dat de hoofdoorzaak van de depressie, de expansie van het geldaanbod in de jaren 1920, heeft geleid tot een onduurzame kredietgedreven bubbel. In deze Oostenrijkse kijk was het de inflatie van het geldaanbod die leidde tot een onduurzame bubbel in zowel prijzen van activa (aandelen en obligaties) en kapitaalgoederen. Tegen de tijd dat de FED haar beleid aanscherpte in 1928, was het veel te laat en was, volgens de Oostenrijkers, een depressie onvermijdelijk. Volgens de Oostenrijkers was de kunstmatige ingreep in de economie een ramp voor de Depressie, en hebben de overheidsinspanningen om de economie na de crash van 1929 overeind proberen te houden het alleen maar erger gemaakt. Volgens Rothbard, vertraagde de overheidsinterventie de aanpassing van de markt en maakte dit de weg naar een volledig herstel moeilijker.

## Achtergrond
In augustus 1929 stagneerde de Amerikaanse economie, wat het begin van een recessie inluidde. Op de aandelenbeurs speculeerden veel mensen met geleend geld. Dit geld zat weer in de banken die in crisis verkeerden. Op 24 oktober 1929 (Zwarte Donderdag) barstte de zeepbel en klapten de aandelenkoersen in elkaar. Vijf dagen later (zwarte dinsdag) stortte de effectenbeurs in. Er kwam een run op de spaarbanken van mensen die al hun tegoeden wilden opnemen. Een groot aantal banken ging hierdoor over de kop en velen verloren al hun spaargeld. In het daaropvolgende jaar gold dit voor zo'n 700 Amerikaanse banken. De Amerikaanse middenklasse verloor een groot deel van haar koopkracht en bezuinigde meer dan strikt noodzakelijk was. Veel industrieën hadden toch al weinig orders ontvangen en gingen nu failliet. Ze konden nergens geld meer lenen en als ze schulden hadden gemaakt bij een failliete bank werden die zonder coulance ingevorderd. De ontslagen arbeiders zagen door het ontbreken van sociale voorzieningen hun koopkracht tot nul dalen.
De ontwikkelingen gingen zo snel dat de normale evenwichtsmechanismen (rentedaling en loonkostendaling) niet meer functioneerden. Banken die er niet meer waren, konden ook geen geld meer uitlenen, zodat er hoe dan ook minder geïnvesteerd werd. Door het wegvallen van vertrouwen gingen de mensen thuis hun geld oppotten zodat de rente juist steeg. De vraaguitval leidde tot de gevreesde deflatoire spiraal: de prijzen daalden zo snel dat de consument, hopend op een nog verdere daling, zijn bestedingen uitstelde in plaats van vergrootte. Deflatie betekent ook dat de reële rente stijgt, zodat externe sturing door verlaging van de officiële rentestand geen effect meer heeft. Investeren was dus duur en leek gezien de enorme overproductie ook onzinnig. De kapitaalinvesteringen vielen dan ook vrijwel stil. Omdat de lonen al zo laag waren, hadden loonkostendalingen weinig positieve invloed op de investeringen en ze versterkten de deflatoire spiraal.
Dergelijke crises hadden zich in het verleden al veel vaker voorgedaan, maar deze keer was de neergang ongekend fel. Het bruto nationaal product van de VS daalde in 1930 met 40%. Toen eind 1931 de economie stabiliseerde — voornamelijk doordat de prijzen niet verder konden dalen en de consument gedwongen was zijn geld uit te geven — bleek de welvaart dat jaar met nog eens 10% te zijn afgenomen. Wat een hele generatie had opgebouwd, leek in één klap tenietgedaan. In 1932 daalde het bruto binnenlands product met 13% en in 1933 nam de werkloosheid toe tot 25%.
In 1932 waren er in totaal meer dan negenduizend banken door de crisis failliet gegaan. De Dow Jones Industrial Average bereikte in dat jaar het dieptepunt van 41 punten. Pas in 1954 was deze koersindex weer terug op het niveau van september 1929 (381 punten).
Vanaf 1933 trad er een paar jaar lang herstel op. Het bruto binnenlands product groeide in de periode 1934-1937 zelfs zeer sterk. In 1937 besloot de Amerikaanse overheid echter over te gaan tot een belastingverhoging en minder te besteden, wat tot gevolg had dat de Amerikaanse economie weer terugviel in de recessie. Het definitieve herstel zette pas enkele jaren later in, toen de industrie in de aanloop naar de Amerikaanse inmenging in de Tweede Wereldoorlog op volle toeren begon te draaien.

## Gevolgen
Toen de directe neergang voorbij was, stelde zich de prangende vraag hoe politiek gereageerd moest worden op de nijpende situatie. In het verleden had men een crisis steeds laten uitzieken: men wachtte net zo lang tot de economie zichzelf in evenwicht bracht en de groei zich weer herstelde. Als men dat ditmaal ook zou doen, zou het echter (aangenomen dat de economie per hoofd van de bevolking net zo hard zou groeien als voor de oorlog) dertig jaar duren voordat men weer het niveau van 1929 bereikt zou hebben. Tegelijkertijd was er een enorme stilliggende productiecapaciteit die de oude welvaart onmiddellijk zou kunnen herstellen als zij maar benut werd. Onder die omstandigheid werd het wel heel verleidelijk om toch maar eens aan overheidsingrijpen te denken.
In de VS was de gedachte aan staatsinterventie voor de oorlog al heel populair geweest en tijdens de oorlog hadden gedwongen investeringen al tot een forse economische groei geleid, maar erna had het idee van de vrije markt de overhand gekregen. Nu sloeg de stemming weer om. De Republikeinse regering van Herbert Hoover was echter zeer afhoudend. Ze vreesde een precedent te scheppen en was bang voor een blijvende invloed van de staat op de economie. Als alternatief stimuleerde ze de zelfregulering van industrie en bankwezen en riep ze de burger op tot optimisme en bestedingsdrift. Hoewel deze boodschap ruime weerklank vond bij het meer welgestelde deel van de bevolking, wilden de nu een meerderheid vormende armen niet jarenlang op de welvaart blijven wachten en verkozen in 1932 Franklin Delano Roosevelt tot president. Hij voerde de politiek van de New Deal door die zich kenmerkte door streng overheidstoezicht op het bankwezen. Roosevelt deed echter weinig aan het stimuleren van de economie, afgezien van werkgelegenheidsprojecten en directe armoedebestrijding. In 1940 was de schade nog lang niet hersteld. Pas tijdens de Tweede Wereldoorlog zou daadkrachtige staatsinterventie de industriële productie in vier jaar meer dan verdubbelen, de basis leggend van de huidige welvaart.

## Effecten buiten de Verenigde Staten
De crisis bleef niet tot de VS beperkt. Om te beginnen verminderde bij andere landen de export, doordat de Amerikaanse burger niets meer inkocht en de Amerikaanse deflatie de Europese en Japanse producten uit de markt prijsde. Toch leidde dat voor Amerika niet tot een compensatie van het falen van de interne markt. De VS hadden tijdens de Eerste Wereldoorlog astronomische bedragen uitgeleend aan de Entente; het land was de schuldeiser van de wereld geworden. Na de oorlog was men heel coulant geweest met het invorderen van die schulden. De bankencrisis veroorzaakte nu echter een internationale schuldencrisis. Door acuut geldgebrek gedwongen begonnen de Amerikaanse banken de schulden op te eisen. De rentestand in de hele wereld sprong omhoog. Overal klapten de investeringen en bestedingen in elkaar. Om de eigen markt te beschermen, stelden de meeste landen hogere importheffingen in, met als gevolg dat de wereldhandel sterk kromp. In het ene na het andere land stortte de economie ineen, met massale werkloosheid en verpaupering tot gevolg, ook in Nederland en België. Door het blijven vasthouden aan de koppeling tussen de munt en de gouden standaard bleef de depressie in Nederland lang duren ten opzichte van de rest van Europa.

### Duitsland
De Duitse economie leek tijdens de jaren 1920 op te bloeien, maar was in wezen op meerdere punten niet gezond en kwetsbaar, met name door de afhankelijkheid van de Amerikaanse steun. Toen de Verenigde Staten in 1929 door de crisis in eigen land deze steun opzegden, werd Duitsland meteen in de recessie meegezogen. Werkloosheid nam enorm toe, bestedingen en investeringen namen af. De problemen leidden tot een groei van links- en rechts-extremistische bewegingen. In 1932 trachtten de geallieerden daarom een regeling over herstelbetalingen met Duitsland te onderhandelen op de Conferentie van Lausanne. De Duitse regering kondigde echter een volledig moratorium op de betalingen van buitenlandse schulden af. Adolf Hitler erfde in 1933 een zwakke economie die kampte met een chronisch deviezentekort en die absoluut niet in staat was zichzelf te voorzien.

### Japan
De recessie veroorzaakte in eerste instantie een krimp van 8% in de Japanse economie. De verovering van Mantsjoerije in 1931 betekende echter toegang tot nieuwe markten, die de effecten van de recessie in Japan beperkten. Uiteraard betaalde China hier het gelag voor. De gunstige economische effecten, gecombineerd met een gebrek aan respons van de traditionele grootmachten, moedigden Japan aan tot nieuwe veroveringen in de jaren 1930.

### Latijns-Amerika
De crisis in de Verenigde Staten leidde tot een sterke afname van investeringen in Latijns-Amerika. Hierdoor werd de crisis ook naar Latijns-Amerika geëxporteerd. De economische malaise zorgde tevens dat fascistoïde en corporatistische denkbeelden werden omarmd, onder andere in het Brazilië van Vargas en het Argentinië van Peron. Chili, Peru, en Bolivia hadden het zwaarst te lijden onder de crisis.

### Nederland

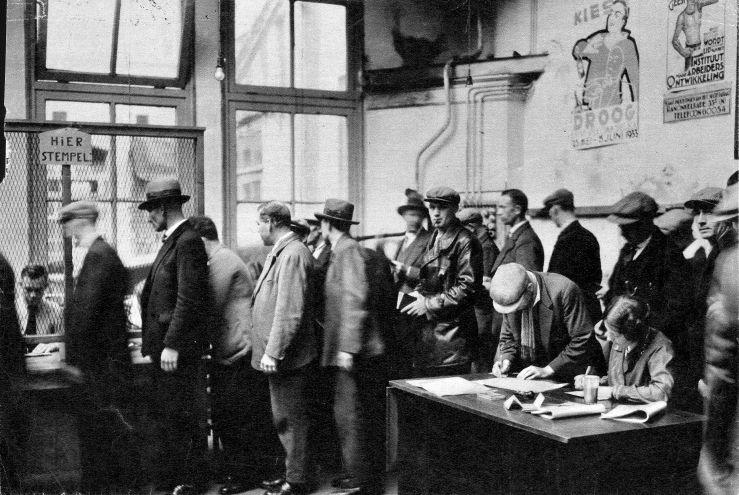
Werklozen in een stempellokaal in Amsterdam-Noord, 1933

Nederland werd eveneens hard getroffen door de recessie, die door het vasthouden aan de Gouden Standaard bijzonder hardnekkig bleek. Hoewel de economie zich na het loslaten van de Gouden Standaard eind september 1936 leek te herstellen, werd Nederland in het kielzog van de Verenigde Staten in 1937 door een tweede kleinere recessie getroffen. Ook de toenemende spanning in Europa trof de Nederlandse economie hard. De regering zette uiteindelijk in op strenge bezuiniging,  werkverschaffingsprojecten, hoge boetes op zwartwerk en na enige tijd op het loslaten van de Gouden Standaard. De werkloosheid en de daarmee gepaard gaande armoede leidde tot onrust. Tijdens het Jordaanoproer, waarbij onder meer communisten en anti-fascisten demonstreerden, ontstond zelfs een situatie waarin met scherp geschoten werd. Daarnaast kon de NSB groeien. Pas na de Tweede Wereldoorlog zou de Nederlandse economie daadwerkelijk opbloeien.

### Sovjet-Unie
De economie van de Sovjet-Unie was geïsoleerd en zelfvoorzienend, en werd daarom vrijwel niet beïnvloed door de crisis. Integendeel, het land herstelde zich van de burgeroorlog en breidde zijn industrie in hoog tempo uit. De Sovjetregering van Stalin en communistische partijen overal ter wereld haalden de vergelijking tussen het door de recessie getroffen Amerika en de opbloeiende Sovjet-Unie aan als een voorbeeld dat het Westers kapitalisme niet werkte en gedoemd was tot de ondergang. De steun voor communisten nam ook buiten de Sovjet-Unie toe. In een reactie hierop nam de steun voor rechtse anticommunistische bewegingen ook toe, wat polarisatie in de hand werkte.

## Protectionisme en de Grote Depressie
De Tariff Act van 1930, beter bekend als de Smoot-Hawley Tariff Act, wordt beschouwd als een van de meest controversiële tariefwetten die ooit door het Amerikaanse Congres zijn aangenomen. De wet verhoogde het gemiddelde tarief op belaste importen van ongeveer 40% naar 47%, al zorgde prijsdeflatie tijdens de Grote Depressie ervoor dat het effectieve tarief tegen 1932 opliep tot bijna 60%. Het Smoot–Hawley-tarief werd ingevoerd terwijl de wereldeconomie in een ernstige neergang terechtkwam. De Grote Depressie van 1929–1933 betekende een economische ineenstorting, zowel voor de Verenigde Staten—waar het reële bbp met ongeveer 25% daalde en de werkloosheid boven de 20% uitkwam—als voor een groot deel van de wereld. Naarmate de internationale handel kromp, namen handelsbarrières toe, steeg de werkloosheid en daalde de industriële productie wereldwijd. Hierdoor schrijven velen een deel van de wereldwijde economische crisis toe aan het Smoot–Hawley-tarief. In hoeverre deze wetgeving bijdroeg aan de ernst van de Grote Depressie blijft onderwerp van discussie.
De econoom Douglas Irwin stelt dat de Smoot-Hawley Tariff Act weliswaar niet de primaire oorzaak was van de Grote Depressie, maar dat deze wel bijdroeg aan de ernst ervan door internationale vergeldingsmaatregelen uit te lokken en de wereldhandel te verminderen. De Smoot-Hawley-wet verhoogde het gemiddelde tarief op belaste invoer met 15 tot 18 procent. Wat de impact van Smoot-Hawley enigszins beperkte, was de beperkte omvang van de Amerikaanse handelssector op dat moment. Slechts een derde van de totale invoer in de Verenigde Staten in 1930 viel onder invoerrechten, en deze belaste goederen vertegenwoordigden slechts 1,4 procent van het bbp. Volgens Irwin is er geen bewijs dat de wetgeving haar doelstellingen van netto banengroei of economisch herstel heeft bereikt. Zelfs vanuit een Keynesiaans perspectief was het beleid contraproductief, aangezien de daling van de export groter was dan de afname van de import. Hoewel dalende buitenlandse inkomens een belangrijke factor waren in de ineenstorting van de Amerikaanse export, beperkte het tarief ook de buitenlandse toegang tot Amerikaanse dollars, waardoor de munt apprecieerde en Amerikaanse goederen minder concurrerend werden in het buitenland. Irwin benadrukt dat een van de schadelijkste gevolgen van de wet de verslechtering was van de handelsrelaties van de Verenigde Staten met belangrijke partners. De wet werd aangenomen op een moment dat de Volkenbond werkte aan een wereldwijde “tarievenbestand”, en de Smoot-Hawley Tariff werd breed gezien als een unilaterale en vijandige maatregel, die internationale samenwerking ondermijnde. Volgens Irwin was de belangrijkste langetermijnimpact dat de opgeroepen wrevel andere landen aanmoedigde om discriminerende handelsblokken te vormen. Deze preferentiële handelsregelingen leidden de wereldhandel weg van de Verenigde Staten en belemmerden het wereldwijde economisch herstel.
Volgens The Economist zorgde de Smoot-Hawley Tariff Act dat “… de wereldhandel met twee derde daalde. Het was zo catastrofaal voor de groei in Amerika en de rest van de wereld dat wetgevers het onderwerp sindsdien niet meer hebben aangeraakt. ‘Smoot-Hawley’ werd synoniem voor rampzalig beleid.”
Een meer terughoudende visie wordt vertegenwoordigd door de New-Keynesiaanse econoom Paul Krugman, die stelt dat tarieven niet de belangrijkste oorzaak waren van de Grote Depressie, maar eerder een reactie daarop, en dat protectionisme slechts een beperkte bron van allocatieve inefficiëntie vormt.